# Busbach

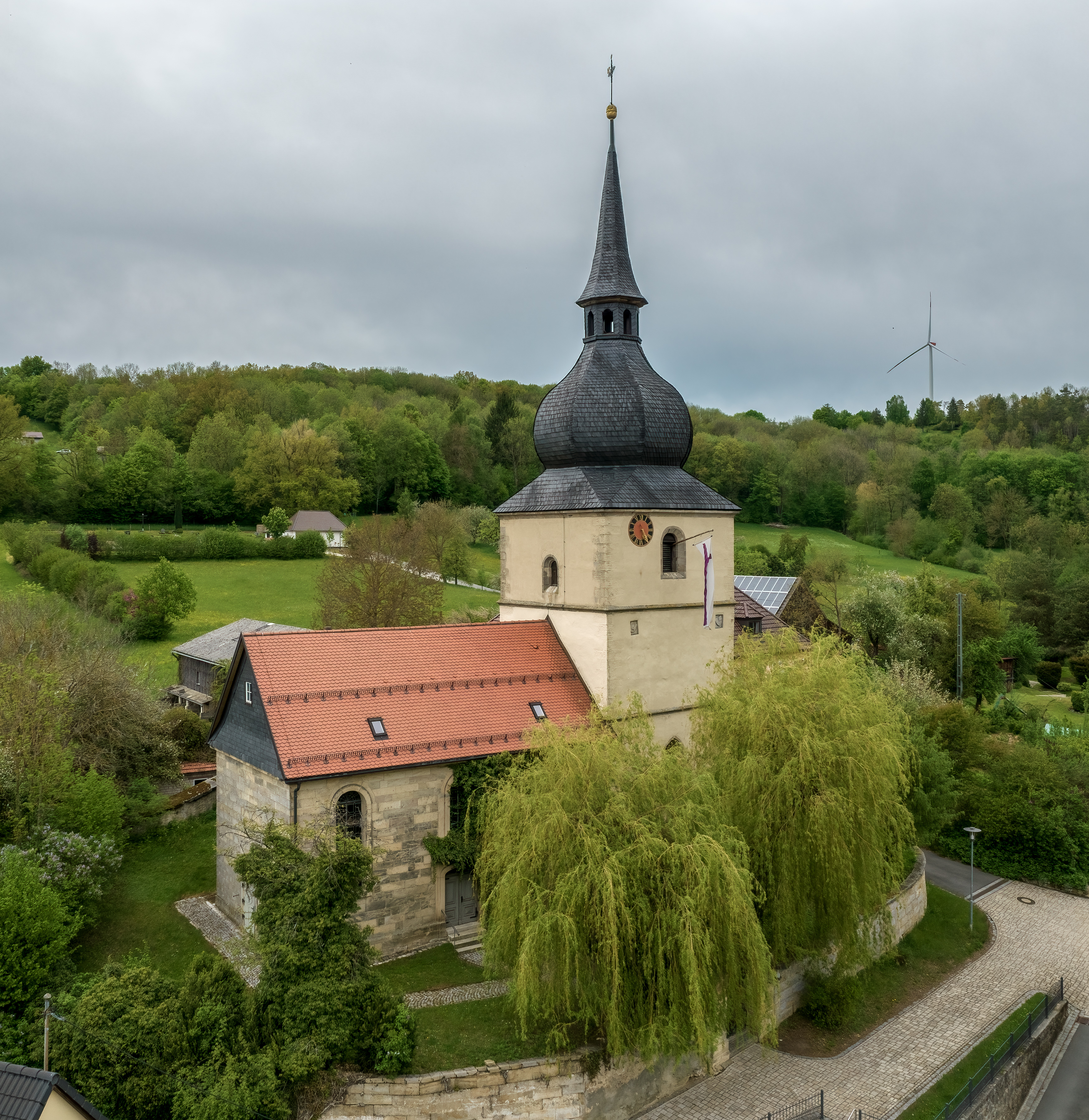
Kirche St. Peter und Paul

Busbach ist ein Gemeindeteil in der Gemeinde Eckersdorf im Landkreis Bayreuth (Oberfranken, Bayern). Die Gemarkung Busbach hat eine Fläche von 10,282 km². Sie ist in 1624 Flurstücke aufgeteilt, die eine durchschnittliche Flurstücksfläche von 6331,47 m² haben. In ihr liegen neben dem namensgebenden Ort die Gemeindeteile Lochau, Melkendorf, Stein und Vorlahm.

## Geografie
Durch das Pfarrdorf fließt der Busbach, ein rechter Zufluss der Truppach. 0,8 km südlich befindet sich die Anhöhe Burgstall (535 m ü. NHN), 0,7 km nördlich der Bügel (548 m ü. NHN). Die Bundesstraße 22 führt nach Schönfeld (3,7 km westlich) bzw. nach Eschen (2,9 km östlich).

## Geschichte
Der Priester und Historiker Johann Looshorn behauptete in seiner achtbändigen Geschichte des Bisthums Bamberg, dass auf Anordnung Karls des Großen dort eine Kapelle errichtet wurde, an deren Stelle heute die Kirche St. Peter und Paul steht. Dies ist jedoch nicht nachweisbar.
Der Legende nach soll der Ort wie der Bach seinen Namen von der Buße erhalten haben: Heinrich IV. soll am Fähnleinsbrunnen, dem Quellort des Busbachs am Fuße des Petersbergleins, auf seinem Bußgang nach Canossa (1077) mit einer Abteilung Soldaten – einem sogenannten Fähnlein – gerastet haben. Historische Belege hierfür gibt es nicht.
Tatsächlich wurde der Ort im Jahr 1360 erstmals als „Buspach“ urkundlich erwähnt. In einer anderen Urkunde von 1312 wurde „Henricus dictus de Busbach“ (Heinrich, genannt von Busbach) erwähnt, was die Existenz eines solchen Ortes voraussetzt. Wann der Ort genau gegründet wurde, ist allerdings unklar. Die Bedeutung des Ortsnamens bleibt umstritten. Denkbar ist eine Ableitung vom mittelhochdeutschen puze (Brunnen, Pfütze) oder bus (Busch) oder aber von dem germanischen Personennamen B(u)oso.
Im Dreißigjährigen Krieg blieb der Ort weitestgehend verschont.
Gegen Ende des 18. Jahrhunderts gab es in Busbach 42 Anwesen. Die Hochgerichtsbarkeit stand dem bayreuthischen Stadtvogteiamt Bayreuth zu. Die Dorf- und Gemeindeherrschaft hatte das Hofkastenamt Bayreuth. Grundherren waren
- das Hofkastenamt Bayreuth (1 Hof, 2 Mühlen, 1 Schenkstatt mit Bräuhaus, 1 Dreiviertelhof, 5 Halbhöfe, 1 Halbhof mit 1 Zugut, 3 Drittelhöfe, 1 Viertelhof, 1 Sölde, 1 Sölde mit Schmiedstatt, 2 Söldengüter, 4 Halbsöldengüter, 1 Tropfsölde, 4 Tropfhäuser, 1 Häuslein, 1 Wohnhaus),
- die Hofkanzlei Bayreuth (2 Sölden, 1 Söldengut, 2 Häuser),
- das Stift- und Pfründamt Bayreuth (2 Viertelhöfe),
- die Amtsverwaltung Donndorf (1 Gut mit Schmiedstatt, 1 Söldengut),
- das Hospital Bayreuth (1 Halbhöflein),
- das Gotteshaus Busbach (1 Söldengut).[11]

Von 1797 bis 1810 unterstand der Ort dem Justiz- und Kammeramt Bayreuth. 1810 kam Busbach an das Königreich Bayern. Infolge des Gemeindeedikts wurde 1812 der Steuerdistrikt Busbach gebildet, zu dem Eschen, Heisenstein, Lahm, Lochau, Melkendorf, Pleofen, Putzenstein, Simmelbuch, Stein, Vorlahm und Windhof gehörten. Zugleich entstand die Ruralgemeinde Busbach, zu der Lochau und Stein gehörten. Mit dem Gemeindeedikt von 1818 kamen Melkendorf und Vorlahm hinzu. Die Gemeinde war in Verwaltung und Gerichtsbarkeit dem Landgericht Bayreuth zugeordnet und in der Finanzverwaltung dem Rentamt Bayreuth (1919 in Finanzamt Bayreuth umbenannt). Um 1850 wurde Wolfsgraben auf dem Gemeindegebiet gegründet. Ab 1862 gehörte Busbach zum Bezirksamt Bayreuth (1939 in Landkreis Bayreuth umbenannt). Die Gerichtsbarkeit blieb beim Landgericht Bayreuth (1879 in Amtsgericht Bayreuth umgewandelt). Die Gemeinde hatte 1964 eine Gebietsfläche von 10,310 km².
1883 ereignete sich ein Großbrand, der große Teile des oberen Dorfes zerstörte.
Der Busbacher Pfarrer Schmidt berichtete im Juni 1945 über die letzten Wochen des Zweiten Weltkriegs, US-amerikanische Tiefflieger hätten zwischen dem 10. und dem 12. April 1945 mehrmals die Bevölkerung bei der Feldarbeit mit Bordwaffen beschossen. Das Gebäude der Oberen Mühle, in deren Scheunen- und Stallgebäuden sich durchwandernde deutsche Soldaten untergestellt hatten, sei durch Beschuss in Brand geraten. Am 13. April gegen 19 Uhr wurde der Ort von Soldaten der US-Armee kampflos besetzt.
Am 1. Mai 1978 wurde Busbach im Zuge der Gebietsreform in Bayern in die Gemeinde Eckersdorf eingegliedert.

### Baudenkmäler
- St. Peter und Paul[20]
- Pfarrhaus. Im Kern 16./17. Jahrhundert. Nach Brand von 1703 Wiederherstellung. 1731 wurde die westliche Obergeschosswand in Sandstein aufgeführt. Zweigeschossig, traufseitig mit sechs Obergeschossfenstern. Halbwalmdach. Obergeschoss (mit Ausnahme der massiv gebauten Rückfront) unter Putz mit Fachwerk. Sandsteintürrahmung profiliert und geohrt. Innen im Obergeschoss unterteilter Saal mit Rahmenstuck in Kreismotiven.[21]
- Sogenannter Fähnleinsbrunnen: Ältere Quellfassung in einer zu Haus Nr. 35 gehörenden, gegen den Hang stehenden Mauer. In der linken oberen Ecke verwitterter Inschriftenstein.[21]

### Einwohnerentwicklung
Gemeinde Busbach
| Jahr      | 1822   | 1840   | 1852   | 1855   | 1861   | 1867   | 1871   | 1875   | 1880   | 1885   | 1890   | 1895   | 1900   | 1905   | 1910   | 1919   | 1925   | 1933   | 1939   | 1946   | 1950   | 1952   | 1961   | 1970   |
| Einwohner | 350    | 415    | 419    | 408    | 406    | 427    | 424    | 461    | 472    | 444    | 428    | 406    | 413    | 425    | 415    | 402    | 383    | 371    | 353    | 517    | 461    | 441    | 374    | 358    |
| Häuser    | 56     |        |        |        |        |        | 67     |        |        | 71     | 73     |        | 70     |        |        |        | 69     |        |        |        | 69     |        | 73     |        |
| Quelle    | [ 14 ] | [ 23 ] | [ 23 ] | [ 23 ] | [ 24 ] | [ 25 ] | [ 26 ] | [ 27 ] | [ 28 ] | [ 29 ] | [ 30 ] | [ 23 ] | [ 31 ] | [ 23 ] | [ 32 ] | [ 23 ] | [ 33 ] | [ 23 ] | [ 23 ] | [ 23 ] | [ 34 ] | [ 23 ] | [ 15 ] | [ 35 ] |

Ort Busbach
| Jahr      | 001819 | 001822 | 001861 | 001871 | 001885 | 001900 | 001925 | 001950 | 001961 | 001970 | 001987 | 002016 | 002021 |
| Einwohner | 237    | 292    | 316    | 318    | 341    | 307    | 303    | 373    | 305    | 305    | 235    | 205    | 204    |
| Häuser    |        | 43     |        |        | 55     | 54     | 55     | 56     | 60     |        | 68     |        |        |
| Quelle    | [ 36 ] | [ 14 ] | [ 24 ] | [ 26 ] | [ 29 ] | [ 31 ] | [ 33 ] | [ 34 ] | [ 15 ] | [ 35 ] | [ 37 ] |        | [ 1 ]  |

## Religion
Busbach ist Sitz der Pfarrei St. Peter und Paul, die seit der Reformation evangelisch-lutherisch ist.

## Sonstiges
- Freiwillige Feuerwehr Busbach (gegründet 1. März 1873, zuvor ab 1837 Busbach-Eschen-Neustädtlein)
- Volksbildungswerk Busbach

## Söhne und Töchter der Gemeinde
- Johann Wolfgang Rentsch (1637–1690), deutscher Prediger und Mathematiker